# Radhamés Liz
Radhames Corey Liz (nacido el 6 de octubre de 1983 en El Seibo) es un lanzador abridor dominicano que juega para los Leones de Yucatán en la Liga Mexicana de Béisbol. De 2007 a 2009, Liz jugó en las Grandes Ligas de Béisbol para los Orioles de Baltimore.

## Carrera
Liz comenzó a jugar béisbol cuando tenía 16 años de edad y aprendió a lanzar entre 2003 y 2004 mientras jugaba en la Dominican Summer League. Comenzó a lanzar en los Estados Unidos con el equipo Aberdeen IronBirds en la liga de temporada corta y para el equipo Single-A Delmarva Shorebirds en 2005.

### 2006
En 2006, Liz comenzó su primera temporada completa como profesional con Frederick Keys, el más alto de los tres equipos Single-A de los Orioles. Comenzó la temporada ponchando a 33 bateadores en sus primeras 15 entradas lanzadas. Más tarde ese año, representó a los Orioles en el Equipo del Mundo en el Juego de Futuras Estrellas. También recibió un ascenso a Doble-A con Bowie Baysox, entre los dos equipos, ponchó a 149 bateadores en 133 innings y un tercio antes de jugar en la Liga Dominicana. Sin embargo, tuvo dificultades con su control en la temporada 2006, dándole boletos a 75 bateadores. La revista Baseball America nombró  Liz quinto mejor prospecto de los Orioles  posibilidad de la temporada 2007, sólo detrás de Billy Rowell, Brandon Erbe, Nolan Reimold, y Pedro Beato.

### 2007
Liz volvió a Bowie para la temporada 2007 y fue seleccionado para el equipo All-Star de la Eastern League. Lanzó un juego sin hit contra los Harrisburg Senators el 1 de junio. Su no-hitter fue el primer partido de nueve entradas sin hit jamás lanzado en el Prince George's Stadium, que ha estado abierto desde 1994. El 14 de agosto, Liz tuvo un partido sin hits hasta la octava entrada contra los Connecticut Defenders; luego permitió un sencillo y un jonrón de dos carreras, pero ponchó a 14 bateadores en ocho entradas.
Para la temporada 2007, Liz tuvo un récord de 11-4 con una efectividad de 3.22 y 161 ponches en 137 entradas lanzadas. En sus 10 aperturas en el Prince George's Stadium, terminando con récord de 9-0 con una efectividad de 2.02 en 62 entradas y un tercio lanzadas.
Los Orioles lo llamaron el 24 de agosto de 2007, para hacer una salida contra los Mellizos de Minnesota en el Oriole Park at Camden Yards, al día siguiente. Permitió cinco carreras, incluyendo un jonrón de tres carreras de Torii Hunter, en seis entradas. Siempre tiró a 97-98 millas por hora, con un lanzamiento cronometrado en 100.

### 2008
Desde 2008, ha jugado la mayor parte del tiempo para Norfolk Tides, equipo de Triple A de los  Orioles en Norfolk, Virginia.

### 2009
El 25 de noviembre de 2009, Liz fue reclamado en waivers por los Padres de San Diego.

### 2011
El 5 de enero de 2011, Liz fue liberado por los Padres de San Diego y firmado dos días después por LG Twins 7 de enero de 2011.

## Scouting report
Liz es conocido por sus brazos muy largos; cuando está de pie con los brazos a los lados, sus dedos llegan debajo de las rodillas.  Liz utiliza un movimiento recto por encima de la cabeza  y lanza su bola rápida consistente que supera las 95 mph y ha sido registrada a 99 mph. Sus otros lanzamientos incluyen una curva, un sinker, un slider, y dos variantes de un cambio de velocidad. Al principio de su carrera profesional, Liz llamó la atención debido a un sonido de clic el cual es a veces lo suficientemente fuerte para ser escuchado en las gradas y se produce cada vez que tira un lanzamiento. El entrenador de los Orioles Richie Bancells descubrió que la escápula de Liz es la que causa el clic; aunque es rara, esta condición no hace daño a su carrera. Para tratar esta condición, Liz ha estado haciendo un programa de ejercicios para fortalecer los músculos alrededor de la clavícula.